# Waverley (bok)
Waverley är en historisk roman från 1814 av Walter Scott, ursprungligen utgiven anonymt. 
Den fullständiga originaltiteln är Waverley; or, 'Tis Sixty Years Since, och den första svenska översättningen gjordes av Jacob Ekelund och utkom 1824 med titeln Waverley, eller Skottland för 80 år sedan. Romanen skildrar det andra jakobitupproret, och räknas som en grundpelare inom genren historiska romaner.